# Xarxa neuronal cel·lular

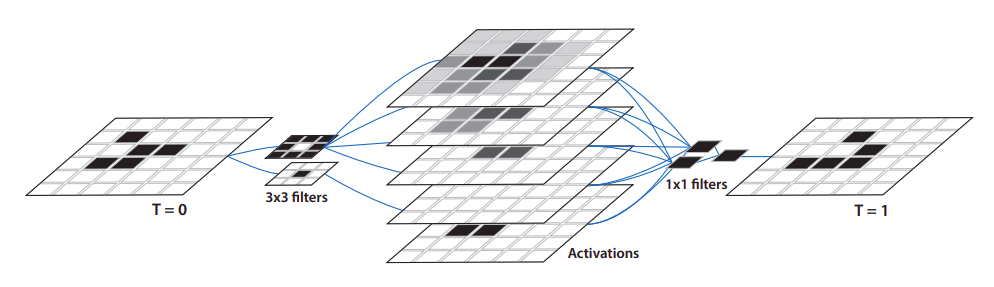
Diagrama duna CNN.

En informàtica i aprenentatge automàtic, les xarxes neuronals cel·lulars (CNN) o les xarxes cel·lulars no lineals (CNN) són un paradigma informàtic paral·lel similar a les xarxes neuronals, amb la diferència que només es permet la comunicació entre unitats veïnes. Les aplicacions típiques inclouen el processament d'imatges, l'anàlisi de superfícies 3D, la resolució d'equacions diferencials parcials, la reducció de problemes no visuals a mapes geomètrics, el modelatge de la visió biològica i altres òrgans sensoriomotors.
La CNN no s'ha de confondre amb la xarxa neuronal convolucional (també anomenada col·loquialment CNN).

## Arquitectura CNN
A causa del seu nombre i varietat d'arquitectures, és difícil donar una definició precisa d'un processador CNN. Des del punt de vista de l'arquitectura, els processadors CNN són un sistema d'unitats de processament no lineals, de nombre fix, d'ubicació fixa, de topologia fixa, interconnectades localment, d'entrada múltiple, d'una sola sortida i no lineals. Les unitats de processament no lineals sovint es coneixen com a neurones o cèl·lules. Matemàticament, cada cel·la es pot modelar com un sistema dinàmic dissipatiu i no lineal on la informació es codifica mitjançant el seu estat inicial, les entrades i les variables utilitzades per definir el seu comportament. Les dinàmiques solen ser contínues, com en el cas dels processadors CNN de temps continu (CT-CNN), però poden ser discretes, com en el cas dels processadors CNN de temps discret (DT-CNN).
Cada cel·la té una sortida, mitjançant la qual comunica el seu estat tant amb altres cèl·lules com amb dispositius externs. La sortida sol ser de valor real, però pot ser complexa o fins i tot quaternió, és a dir, una CNN de valors múltiples (MV-CNN). La majoria dels processadors de CNN, les unitats de processament són idèntiques, però hi ha aplicacions que requereixen unitats no idèntiques, que s'anomenen processadors CNN de processador no uniforme (NUP-CNN) i consten de diferents tipus de cèl·lules.

## Aplicacions
Els investigadors de la CNN tenen interessos diversos, que van des d'aplicacions físiques, d'enginyeria, teòriques, matemàtiques, computacionals i filosòfiques.
Els processadors CNN van ser dissenyats per realitzar el processament d'imatges; específicament, processament de velocitat de fotogrames ultra alta en temps real (>10.000 fotogrames/s) per a aplicacions com la detecció de partícules en fluids de motor de reacció i la detecció de bugies. Actualment, els processadors CNN poden aconseguir fins a 50.000 fotogrames per segon, i per a determinades aplicacions com el seguiment de míssils, la detecció de flaix i el diagnòstic de bugies, aquests microprocessadors han superat un superordinador convencional. Els processadors CNN es presten a operacions locals, de baix nivell i intensives en processadors i s'han utilitzat en extracció de característiques, ajustos de nivell i guany, detecció de constància del color, millora del contrast, deconvolució, compressió d'imatges, estimació de moviment, codificació d'imatges, descodificació d'imatges, segmentació d'imatges, mapes de preferències d'orientació, aprenentatge/reconeixement de patrons, seguiment multiobjectiu, estabilització d'imatge, millora de la resolució, deformacions i mapes d'imatge, pintura d'imatge, flux òptic, contorns, detecció d'objectes en moviment, eix de detecció de simetria, i fusió d'imatges.